# Phenacodontidae
Phenacodontidae — це вимерла родина великих травоїдних ссавців, традиційно віднесена до таксону «сміттєвого кошика» Condylarthra, яка натомість може представляти перісодактилів на ранній стадії. Останні філогенетичні дослідження підтверджують, що фенакодонти були найбільш тісно пов'язані з сучасними непарнопалими.

## Опис
Ці тварини мали різні розміри тіла і могли бути і розміром з домашнього кота (Tetraclaenodon і Ectocion) і розміром з вівцю (Phenacodus). Череп фенакодонтидів довгий і вузький, оснащений невеликою мозковою коробкою.
Скелет фенакодонтидів демонструє кілька примітивних характеристик (наприклад, довгий і важкий хвіст), а також низку просунутих адаптацій, подібних до Perissodactyla: їхні довгі ноги, наприклад, мали п'ять пальців, але перший палець демонстрував чітке зменшення, і в деяких формах (як Phenacodus) п'ятий палець також був зменшений.
Деякі види мали пристосування, подібні до тапіра, що свідчить про наявність короткого хоботка або міцної хапальної губи.
Зуби фенакодонтидів, особливо в останніх формах, були досить спеціалізованими: корінні та премоляри були забезпечені низькими горбками, які іноді з'єднувалися в гребні, подібно до стану, що спостерігається у деяких перісодоктиль. Деякі форми, такі як Meniscotherium, мали збільшені виступи. Ця адаптація є незвичайною для ссавців, таких як фенакодонтиди. Лише кілька інших архаїчних ссавців мали зуби з подібною структурою, такі як Pleuraspidotherium.

## Еволюція
Фенакодонтіди розвинулися в середньому палеоцені в Північній Америці. Ранні форми зазвичай були невеликими; Тетракланодон, наприклад, був розміром з лисицю. Пізніші форми були значно більшими і вторглися в Європу, хоча вони ніколи не були такими численними, як у Північній Америці. Ближче до початку еоцену ці тварини повільно зникли з літопису скам'янілостей. Лише кілька форм збереглися до середнього еоцену: Phenacodus у Європі та Північній Америці, Almogaver у Європі та Ectocion у Північній Америці. Винятком із нестачі еоценових фенакодонтидів є рід Meniscotherium розміром із собаку, чиї скам'янілості дуже численні.